# ホッケー日本リーグ
ホッケー日本リーグ（ホッケー・にっぽんリーグ）は、フィールドホッケーの日本国内でのトップリーグである。正式には「高円宮牌ホッケー日本リーグ」（たかまどのみやはい-）である。主催は日本ホッケー協会、主管はホッケー日本リーグ機構。女子は1997年、男子は2002年に創設。男女とも社会人、大学の実力上位チームを選抜してリーグ戦を開いている。
2014年1月には、男子リーグの2部制導入に反発した多くのクラブが参加拒否したため男子リーグ戦を休止すると発表したが、6月の日本ホッケー協会総会で会長らが解任され、新執行部による調整により例年より3ヶ月遅れの7月12日に全12チームが参加して開幕することとなった。2017年6月22日に法人化、一般社団法人ホッケージャパンリーグが設立された。
女子リーグはかつては「fリーグ」という愛称を使用していた。2007年からは日本フットサルリーグ（男子フットサルの全国社会人リーグ）が「Fリーグ」の愛称を使用している。

## 参加チーム

### さくらリーグ（女子）
| チーム名                              | ホームタウン   | 運営形態 | 創設年 | 加盟年 | 備考                                               |
| ------------------------------------- | -------------- | -------- | ------ | ------ | -------------------------------------------------- |
| グラクソ・スミスクラインOrange United | 栃木県日光市   | 実業団   | 1976年 | 1997年 | [ 4 ]                                              |
| 駿河台大学LADYBIRDS                   | 埼玉県飯能市   | 大学生   | 1999年 | 2015年 | [ 5 ]                                              |
| 東京ヴェルディホッケーチーム          | 東京都千代田区 | クラブ   | 2019年 | 2021年 | [ 6 ]                                              |
| 山梨学院CROWNING GLORIES              | 山梨県甲府市   | 大学生   | 1994年 | 1997年 | [ 7 ]                                              |
| 東海学院大学                          | 岐阜県各務原市 | 大学生   | 1985年 | 1997年 | [ 8 ]                                              |
| ソニーHC BRAVIA Ladies                | 愛知県稲沢市   | 実業団   | 1980年 | 1997年 | 2009年度まではソニー一宮                           |
| 立命館ホリーズ                        | 大阪府茨木市   | 大学生   | 1991年 | 2005年 | [ 10 ]                                             |
| 南都銀行SHOOTING STARS                | 奈良県奈良市   | 実業団   | 1982年 | 1997年 | [ 11 ]                                             |
| コカ・コーラレッドスパークス          | 広島県広島市   | 実業団   | 1996年 | 2005年 | 2017年度まではコカ・コーラウエストレッドスパークス |
| GIFU ASAHI BLUE BEES                  | 岐阜県瑞穂市   | クラブ   | 2017年 | 2025年 | [ 13 ]                                             |

### サムライリーグ（男子）
男子リーグは2016年度以降、H1（1部）、H2（2部）の2部制となり、2024年度からはディビジョン1・2（D1及びD2）に改称している。 
| チーム名               | ホームタウン         | 運営形態 | 創設年 | 加盟年 | 2025年 所属 | 備考                                     |
| ---------------------- | -------------------- | -------- | ------ | ------ | ----------- | ---------------------------------------- |
| LIEBE栃木              | 栃木県日光市         | クラブ   | 2015年 | 2015年 | D1          | [ 14 ]                                   |
| ALDER飯能              | 埼玉県飯能市         | クラブ   | 2005年 | 2004年 | D1          | 2009年度までは飯能市ホッケークラブ       |
| 駿河台大学             | 埼玉県飯能市         | 大学生   | 2003年 | 2015年 | D2          | [ 16 ]                                   |
| フリークス東京         | 東京都大田区         | クラブ   | 2021年 | 2021年 | D2          | [ 17 ]                                   |
| 東京農業大学           | 東京都世田谷区       | 大学生   | 1924年 | 2002年 | D2          | [ 18 ]                                   |
| 小矢部RED OX           | 富山県小矢部市       | クラブ   | 2001年 | 2002年 | D2          | [ 19 ]                                   |
| ヴェルコスタ福井       | 福井県丹生郡越前町   | クラブ   | 2012年 | 2012年 | D1          | 2020年度までは福井クラブ                 |
| 福井工業大学           | 福井県福井市         | 大学生   | 2013年 | 2019年 | D1          | [ 21 ]                                   |
| 山梨学院OCTOBER EAGLES | 山梨県甲府市         | 大学生   | 2001年 | 2006年 | D2          | [ 22 ]                                   |
| GIFU ASAHI BLUE DEVILS | 岐阜県瑞穂市         | クラブ   | 2006年 | 2007年 | D1          | 2024年度までは岐阜朝日クラブ BLUE DEVILS |
| BlueSticks SHIGA       | 滋賀県米原市         | クラブ   | 2020年 | 2020年 | D1          | [ 24 ]                                   |
| 立命館ホリーズ         | 大阪府茨木市         | 大学生   | 1951年 | 2002年 | D1          | [ 25 ]                                   |
| Selrio島根             | 島根県仁多郡奥出雲町 | クラブ   | 1982年 | 2005年 | D1          | [ 26 ]                                   |
| アルカディア奈良       | 奈良県天理市         | クラブ   | 2024年 | 2025年 | D2          | [ 13 ]                                   |

### 過去の参加チーム
女子リーグ
- ゴールドウイン（1998年 - 2000年）
- 聖泉大学（2015年 - 2020年）[27]
- 天理大学ベアーズ （1997年 - 2023年）

男子リーグ
- 診療印刷（2012年 - 2016年）[28]
- 天理大学ベアーズ（2002年 - 2023年）
- バリエンテ愛知ホッケーチーム（2002年 - 2015年、2019年 - 2023年）
  - 2005年度までは表示灯ホッケーチーム。2006年度から名古屋フラーテルホッケーチーム。2016年度はチーム名をVERTEXホッケーチームと変更し日本リーグを休会[29]。2019年度に表示灯フラーテルホッケーチームとしてリーグに復帰[30]。2023年度よりNPO法人愛知スポーツ倶楽部が母体となり、チーム名をバリエンテ愛知ホッケーチームと変更した[31]。
- 法政大学（2002年 - 2023年）

## 歴代優勝チーム
| 年度   | 回 | 男子優勝チーム   | 回 | 女子優勝チーム               |
| ------ | -- | ---------------- | -- | ---------------------------- |
| 1997年 | -  | ---              | 1  | 天理大学                     |
| 1998年 | -  | ---              | 2  | ゴールドウイン               |
| 1999年 | -  | ---              | 3  | ゴールドウイン               |
| 2000年 | -  | ---              | 4  | ゴールドウイン               |
| 2001年 | -  | ---              | 5  | 天理大学                     |
| 2002年 | 1  | 表示灯           | 6  | 天理大学                     |
| 2003年 | 2  | 表示灯           | 7  | 天理大学                     |
| 2004年 | 3  | 表示灯           | 8  | ソニー一宮                   |
| 2005年 | 4  | 表示灯           | 9  | 天理大学                     |
| 2006年 | 5  | 名古屋フラーテル | 10 | 天理大学                     |
| 2007年 | 6  | 名古屋フラーテル | 11 | ソニー一宮                   |
| 2008年 | 7  | 天理大学         | 12 | ソニー一宮                   |
| 2009年 | 8  | 名古屋フラーテル | 13 | ソニー一宮                   |
| 2010年 | 9  | 山梨学院         | 14 | ソニーHC                     |
| 2011年 | 10 | 立命館大学       | 15 | コカ・コーラウエスト         |
| 2012年 | 11 | 立命館大学       | 16 | コカ・コーラウエスト         |
| 2013年 | 12 | 名古屋フラーテル | 17 | ソニーHC                     |
| 2014年 | 13 | 名古屋フラーテル | 18 | コカ・コーラウエスト         |
| 2015年 | 14 | 名古屋フラーテル | 19 | ソニーHC                     |
| 2016年 | 15 | 天理大学         | 20 | ソニーHC                     |
| 2017年 | 16 | 岐阜朝日クラブ   | 21 | ソニーHC                     |
| 2018年 | 17 | 岐阜朝日クラブ   | 22 | ソニーHC                     |
| 2019年 | 18 | 天理大学         | 23 | ソニーHC                     |
| 2020年 | 19 | 岐阜朝日クラブ   | 24 | コカ・コーラレッドスパークス |
| 2021年 | 20 | LIEBE栃木        | 25 | ソニーHC                     |
| 2022年 | 21 | LIEBE栃木        | 26 | コカ・コーラレッドスパークス |
| 2023年 | 22 | 岐阜朝日クラブ   | 27 | コカ・コーラレッドスパークス |
| 2024年 | 23 | LIEBE栃木        | 28 | ソニーHC                     |

## 試合方式
- 1試合ごとの試合時間は1Q15分×4の60分間。前半と後半の間に5-10分程度のハーフタイムを設ける。
- 60分を経過して同点の場合は延長戦を行わず引き分けとする。
- 勝ち点は勝利チーム3点、引き分け1点、負け0点。
- 順位決定方法は、開催年ごとに異なる。予選リーグを経てのプレーオフ導入する場合もあれば、1または2回戦総当たりリーグ方式のみの場合もある。
- 出場登録選手は1試合に付き1チーム18人（同時出場はGK1人を含む11人までとする）。ただし、他のスポーツとは異なり、登録メンバーであれば何回でも選手交代が自由に行える。